# فيل بورغس
فيل بورغس (بالإنجليزية: Phil Burgess) هو لاعب  سباعيات رغبي ‏ بريطاني، ولد في 1 يوليو 1988 في فريملي في المملكة المتحدة.

## وصلات خارجية
- فيل بورغس على موقع سلسلة سباعيات الرغبي العالمية - رجال (الإنجليزية)
- فيل بورغس على موقع ItsRugby.co.uk (الإنجليزية)
- فيل بورغس على موقع اللجنة الأولمبية الدولية (الإنجليزية)
- فيل بورغس على موقع أوليمبيديا (الإنجليزية)
- فيل بورغس على موقع اللجنة الأولمبية البريطانية (الإنجليزية)
- فيل بورغس على موقع اتحاد ألعاب الكومنولث (مؤرشف) (الإنجليزية)
- فيل بورغس على موقع دورة ألعاب الكومنولث 2014 (مؤرشف) (الإنجليزية)